# Галохромія
Га́лохромі́я (рос. галохромия, англ. halochromism) — зміна кольору хімічних сполук при додаванні йонізуючих агентів (кислот, основ або солей) до розчину сполуки.
Наприклад, при дії сильних концентрованих кислот (H2SO4, HHal, HClO4, кислот Льюїса) на певні органічні сполуки (з розвиненою кон'югованою системою, яка при солеутворенні може дати кон'юговані йони) виникає забарвлення. В інших випадках солеутворення може вести й до зникнення забарвлення (наприклад, при утворенні солей з п-нітроаніліну). Прикладом галохромії є поведінка кислотно-основних індикаторів.